# Pouteria tarumanensis
Pouteria tarumanensis är en tvåhjärtbladig växtart som beskrevs av João Murça Pires. Pouteria tarumanensis ingår i släktet Pouteria och familjen Sapotaceae. IUCN kategoriserar arten globalt som starkt hotad. Inga underarter finns listade i Catalogue of Life.